# 그리스의 행정 구역
다음은 그리스의 행정 구역에 관한 서술이며, 구성은 13주 54현이다. 그리스의 주와 현에 대하여는 아래 항목과 연결된 각 문서를 참고하라.

## 같이 보기
- 그리스의 정치